# بردك (كورنوال)
بردك (بالإنجليزية: Braddock, Cornwall)‏ هي قرية وأبرشية مدنية تقع في المملكة المتحدة في كورنوال. يقدر عدد سكانها بـ 211 نسمة .